# Jean-Noël Cuénod
Jean-Noël Cuénod, né le 23 décembre 1948 à Genève, est un journaliste, écrivain et poète suisse.

## Biographie
Cuénod a été correspondant de presse de la Tribune de Genève et de 24 Heures à Paris. Il reste collaborateur extérieur à Paris pour ces deux journaux ; il est devenu rédacteur en chef et correspondant à Paris du mensuel romand La Cité et collabore également à l'émission Tous Politiques à France Inter. En outre, il est producteur-associé de l'entreprise de télévision Saint-Louis Productions à Paris. Il fait aussi partie de La Peau de l'Ours, un mouvement d'artistes. Franc-maçon, il est membre de la loge La Constance à Aubonne, l'une des plus anciennes loges de la Grande Loge suisse Alpina. Il explore ce thème dans son essai, La franc-maçonnerie et la nature. Il est aussi rattaché à la loge La Pensée écossaise, du Grand Orient de France à Paris.
Le Conseil d'État du Canton de Genève l'a nommé le 19 décembre 2013 président de la commission chargée de mettre en œuvre l'alinéa 3 de l'art 3 de la nouvelle Constitution cantonale (« Les autorités entretiennent des relations avec les communautés religieuses »).

## Publications

### Essais
- Vérité-Vérités ou la justice au quotidien, Promoédition, Genève, 1996.
- Échec aux juges, l’affaire Sasea-Crédit lyonnais, Éditions du Rocher, Paris-Monte-Carlo, 1998
- De l’assassinat de Sissi à l’acquittement de Mikhaïlov, un siècle de grands procès à Genève, Éditions de la Tribune de Genève, Genève, 1999.
- La Franc-Maçonnerie et la Nature, Éditions du Borrégo, Estival-lès-Le Mans, 1997.
- Pavel Korbel, 33 ans de passion en couleur 1968-2001, Éditions UP-Art, Prague, 2002.
- Touche pas à mon Dieu ! - un siècle de laïcité à Genève, en Suisse et ailleurs, Éditions  de la Tribune de Genève, Genève, 2007.
- Ne tirez pas sur le Jury! (avec Me Jacques Barillon), Slatkine, Genève, 2009.
- Quinquennat d'un plouc chez les bobos, Slatkine, Genève, 2012.
- Ne retouche pas à mon dieu! Un bilan de la laïcité. D'où vient-elle? Où va-t-elle?, Slatkine, Genève, 2015.
- Le dernier amant de la Veuve.Mort et vie de Maurice Elcy, Slatkine, Genève, 2024

### Poésie
- Sang Matin, illustrations de Ben-Ami Koller, Éditions Caractères, Paris, 2000.
- Matriarche, illustrations de Ben-Ami Koller, Éditions Editinter, Paris, 2002.
- Amour Dissident, (avec Christine Zwingmann), illustrations de Ben-Aml Koller, Éditions Editinter, Paris, 2003 (Médaille littéraire du Sénat).
- Circonstances, Éditions Samizdat, 2009.
- Liens Suivi de Suite érotique-mystique, illustrations de Ben-Ami-Koller, Éditions Editinter, Paris, 2004.
- Car casse ou la mort dans l'âme?, livre-objet d'art réalisé par le peintre-sculpteur Pierre Guerchet-Jeannin sur des textes écrits et mis en séquences par Jean-Noël Cuénod, Paris, 2011 (Prix du Jury au Salon "Sous Couverture" 2018).
- Le Goût du Temps, Éditions Samizdat, 2012, Genève, recueil de poèmes en forme de haïkus, illustré par des lavis de Philippe Rillon et préfacé par Marianne Rillon (Prix Festival Rilke 2012)
- Entrailles Célestes, Edilivre-Aparis, 2015, Paris, recueil de poèmes, préfacé et illustré par Bernard Thomas-Roudeix.
- En État d'urgence, Éditions de La Nouvelle Pléiade (Grand Prix de poésie des Jeux floraux du Béarn 2017).
- Qui a éteint le feu? Récit-poésie, Éditions des Sables, Genève, 2019 (Grand Prix Renée-Vivien).
- Eclats d'instants Editions des Sables, Genève, 2023

### Roman
- Une vérité judiciaire, Slatkine, Genève, 2007,  (ISBN 9782832102657).

### Participation à des ouvrages collectifs
- La maison nous habite. Revue et Éditions Voix d’Encre, coll. Bouche-à-oreille 2013
- Paysages entre rêve et terre. Revue et Éditions Voix d’Encre, coll. Bouche-à-oreille 2014
- Des pigments aux mots. Revue et Éditions Voix d’Encre, coll. Bouche-à-oreille 2018.

#### Distinctions
- Prix Renée-Vivien de l'Académie Renée Vivien (poésie), Amiens, 2019[5].

## Sources et références
Source
- Note biographique sur le Site viceversalitterature.ch.

Références
1. ↑  Notice d'autorité personne sur le site du catalogue général de la BnF
2. ↑  L'Hebdo, 7 avril 2011, Franc-maçons, leur vrai visage en Suisse, p. 60, par Philippe Lebé
3. ↑  La Tribune de Genève, « Rencontre avec Jean-Noël Cuénod », par Sophie Simon, 23 avril 2012, p. 36
4. ↑  Pascal Décaillet, Une Commission pour préciser la laïcité: "À cet effet, le Conseil d'État vient d'annoncer, le 19 décembre, la création d'une commission chargée de mettre en œuvre ce fameux alinéa 3 de l'article 3. Le journaliste Jean-Noël Cuénod, excellent connaisseur de l'Histoire genevoise, et plus précisément de ses aspects confessionnels et de la question de la laïcité, en assumera la présidence. Elle aura jusqu'au 30 septembre 2014 pour déposer son rapport." GHI, 25-26 décembre 2013, p. 3
5. ↑  Benjamin Chaix, « Jean-Noël Cuénod rend justice aux sorcières », Tribune de Genève,‎ 2 janvier 2020 (ISSN 1010-2248, lire en ligne, consulté le 10 janvier 2020).